# Итальяно, Винченцо
Винче́нцо Италья́но (итал. Vincenzo Italiano; род. 10 декабря 1977, Карлсруэ, ФРГ) — итальянский футболист, полузащитник; тренер.

## Карьера
Большую часть своей карьеры выступал за «Верону» в Серии B, несколько матчей провёл за «Дженоа».
Разносторонний полузащитник, отличавшийся отличным отбором мяча и точным пасом. Дебютировал в составе «Кьево» 14 января 2007 года в матче против «Катании».
30 июня 2021 года назначен главным тренером «Фиорентины», вывел команду в два финала Лиги Конференций и в один финал Кубка Италии. Изначально контракт был подписан до 30 июня 2023 года, но после его истечения была использована опция продления на один год. В 2024 году возглавил итальянский клуб Болонья и выиграл с ними Кубок Италии. Обыграв в финале Милан 1-0, это его первый трофей в карьере.

## Достижения

### В качестве тренера
«Болонья»
- Обладатель Кубка Италии: 2024/25